# Tillandsia adpressiflora
Espèce
Classification phylogénétique
Tillandsia adpressiflora est une espèce de plantes à fleurs de la famille des Bromeliaceae originaire d'Amérique du Sud.
L'épithète adpressiflora signifie « à fleur appressée, appliquée ».

## Protologue et Type nomenclatural
Tillandsia adpressiflora Mez in C.DC., Monogr. Phan. 9: 661, n° 2 (1896)
Diagnose originale  :
« foliis dense lepidibus pallidis obtectis; inflorescentia centrali, ample panniculata[sic] ; spicis 2-6-floris perlaxis, ramulis fere rectis ; bracteolis internodia subaequantibus axes nullo modo obtegentibus nec imbricatis, sepala involventibus et superantibus, dorso subglabris et prominenti-venosis ; floribus strictissime erectis ; sepalis fere aequaliter liberis, apice breviter acutis; petalis tubulose erectis, violaceis ; staminibus absque dubio petala superantibus ; stylo gracili. »
Type : leg. Wullschlagel, n° 1335 ; « Guyana balava ad Bergendal » ;  Herb. Brux. Goetting.

## Description
Tillandsia adpressiflora est une espèce de plante vivace herbacée, en rosette monocarpique vivace par ses rejets latéraux, épiphyte, saxicole ou terrestre.

## Distribution et habitat

### Distribution
L'espèce se rencontre en Amérique du sud, au Brésil, en Colombie, en Équateur, en Guyane française, dans le sud du Pérou, au Surinam, et au Venezuela.

## Habitat
L'espèce se rencontre dans les savanes et lisières forestières entre 100 et 625 mètres d'altitude.